# Om Prakash Singh
Om Prakash Singh Karhana (né le 11 janvier 1987 près de Gurgaon) est un athlète indien, spécialiste du lancer de poids.
Son meilleur lancer est de 20,69 m, réalisé à Szombathely le 12 mai 2012. Lors des qualifications des Jeux olympiques à Londres, il réalise 19,86 m (10e).
Lors des Championnats d'Asie 2017, il termine 4e à Bhubaneswar.